# Really Don’t Care
Really Don’t Care – piosenka amerykańskiej wokalistki Demi Lovato, wydana jako czwarty singiel z jej czwartego, studyjnego albumu zatytułowanego Demi (2013). Premiera singla w radiach odbyła się 20 maja 2014 roku. Singiel uzyskał  mieszane recenzje od krytyków muzycznych. W utworze gościnnie pojawiła się angielska piosenkarka Cher Lloyd.

## Kompozycja
Autorami tekstu piosenki są Demi Lovato, Carl Falk, Savan Kotecha, Rami Yacoub i Cher Lloyd. Utwór otrzymał dobre recenzje od krytyków.

## Utwór w rankingach
Utwór dotarł do 26. pozycji amerykańskiego Billboard Hot 100. W Wielkiej Brytanii kompozycja uplasowała się na 92. miejscu.

## Teledysk
Teledysk został nakręcony podczas LA Pride Parade. Klip został wyreżyserowany przez Ryana Pallotę. Premiera odbyła się 26 czerwca 2014 r. Ma on na celu promować ruch LGBT. Do sierpnia 2014 teledysk obejrzano ponad 30 milionów razy, a do sierpnia 2016 uzyskał ponad 162 miliony wyświetleń.

## Listy przebojów
| Lista (2013–2014)                   | Najwyższa pozycja |
| ----------------------------------- | ----------------- |
| Australia (ARIA)                    | 81                |
| Kanada (Canadian Hot 100)           | 28                |
| Nowa Zelandia (Top 40 Singles)      | 36                |
| Słowacja (Singles Digitál Top 100)  | 51                |
| UK Official Singles Chart UK        | 92                |
| US Billboard Hot 100                | 26                |
| US Pop Songs (Billboard)            | 7                 |
| US Hot Dance Club Songs (Billboard) | 1                 |